# Bethlehem (Connecticut)
Bethlehem – miasto w Stanach Zjednoczonych, w stanie Connecticut, w hrabstwie Litchfield.